# Communauté de montagne
En Italie, une communauté de montagne (en italien comunità montana) est une entité de droit public régie par la loi du 3 décembre 1971. Toute région d'Italie peut instituer en son sein une ou plusieurs de ces communautés, en zone de montagne et de piémont. La région de la Vallée d'Aoste a institué, en 2014, une unité de communes valdôtaines
La « communauté de montagne » du droit italien s'apparente à la communauté de communes du droit français.

## QuelquesComunità Montane
- les Unités de communes valdôtaines, dans la région autonome et bilingue (italien-français) de la Vallée d'Aoste ;
- la Communauté de montagne Pollupice : entre la ligne de partage des eaux et la côte ligurienne, vers Savone et Spotorno
- la Communauté de montagne des Apennins de Modène Est : la Comunità Montana dell'Appennino Modena Est
- la Communauté de montagne Amiata-Grosseto :  la Comunità Montana Amiata Grossetano
- la Communauté de montagne du Val d'Orco et Soana : la Comunità Montana Valli Orco e Soana en Piémont, près de Ceresole Reale
- la Communauté de montagne des collines métallifères : la Comunità Montana Colline Metallifere en province de Grosseto
- la Communauté de montagne des vals de Nure et de l'Arda : la Comunità Montana valli del Nure e dell'Arda en province de Plaisance
- la Communauté de montagne de la Murgie Tarentine : la Comunità Montana della Murgia Tarantina en province de Tarente
- la  Comunità Montana Argentina Armea, près d'Imperia
- la Comunità Montana Alta Valle Scrivia, près de Gênes et de Casella
- la Comunità Montana della Majella e del Morrone, près de Manoppello
- la Comunità Montana Alta Val Bormida, près de Calizzano
- la Comunità montana del Gargano, près de San Marco in Lamis
- la Comunità Montana Alto Agri, près de San Martino d'Agri
- la Comunità montana Monti del Trasimeno, près du lac Trasimène
- la Comunità Montana Stilaro Allaro, près de Pazzano
- la Comunità Montana dell'Alta Val di Cecina, près de Volterra
- la  Comunità Montana della Carnia en province d'Udine, dans les Alpes carniques et les Dolomites du Frioul, près de Tolmezzo
- la  Comunità Montana del Gemonese, Canal del Ferro e Val Canale en province d'Udine, dans les Alpes et Préalpes Juliennes du Frioul, près de Gemona del Friuli et de Tarvisio
- la  Comunità Montana del Torre, Natisone e Collio dans les provinces d'Udine et de Gorizia, près de Cormons et de Tarcento
- la  Comunità Montana del Friuli Occidentale dans la province de Pordenone, dans les Dolomites et Préalpes Carniques du Frioul, près de Barcis et Meduno